# Шахта «Ворошиловська»
ДВАТ "Шахта «Ворошиловська». Входить до ДХК «Ровенькиантрацит». Розташована у с. Новодар'ївка, Ровеньківська міськрада Луганської області.
Стала до ладу у 1955 р. З 1999 р. для шахти встановлена виробнича потужність 400 тис.т вугілля на рік. Фактично досягнута потужність 619 тис.т (2000 р.). У 2003 р. видобуто 506 тис.т. вугілля.
Шахтне поле розкрите 3-а похилими стволами і 3-а фланговими вентиляційними стволами. Глибина ведення робіт 510 м. Протяжність підземних виробок 216,3/49,6 км (1990/1999). Відпрацьовувалися пласти і3 та h1
1 (1990) та і3 (1999) потужністю 0,82 м з кутом падіння 0-22/0-15о. Кількість діючих очисних вибоїв 9/3, підготовчих 6/2, які оснащені комплексами КМК-97М, комбайном 1К-101У.
Кількість працюючих на шахті 2550/1715 ос., з них підземних 1800/1130 (1990—1999).
Адреса: 94786, сел. Новодар'ївка, м.Ровеньки, Луганської обл.